# Distrikt Sangallaya
Der Distrikt Sangallaya liegt in der Provinz Huarochirí der Region Lima im zentralen Westen von Peru. Der Distrikt wurde am 30. September 1954 gegründet. Der Distrikt hat eine Fläche von 81,92 km². Beim Zensus 2017 lebten 630 Einwohner im Distrikt. Die Distriktverwaltung befindet sich in der 2738 m hoch gelegenen Ortschaft Sangallaya, knapp 90 km östlich der Landeshauptstadt Lima. Weitere Ortschaften im Distrikt sind Alloca, Coranche, Huancata, Pucllacanchi und Quiripa.

## Geographische Lage
Der Distrikt Sangallaya befindet sich im zentralen Süden der Provinz Huarochirí. Er liegt in der peruanischen Westkordillere am westlichen Flussufer des Oberlaufs des Río Mala, der nach Süden fließt.
Der Distrikt Sangallaya grenzt im Westen an den Distrikt Mariatana, im Nordwesten an den Distrikt Huarochirí, im Osten an den Distrikt San Lorenzo de Quinti sowie im Süden an den Distrikt Quinocay (Provinz Yauyos).